# Мичел (Илиноис)
Мичел (енгл. Mitchell) насељено је место без административног статуса у америчкој савезној држави Илиноис.

## Демографија
По попису из 2010. године број становника је 1.356.
| Група             | 2000.    | 2010.         |
| Белци             | 0 (0,0%) | 1.270 (93,7%) |
| Афроамериканци    | 0 (0,0%) | 7 (0,5%)      |
| Азијати           | 0 (0,0%) | 16 (1,2%)     |
| Хиспаноамериканци | 0 (0,0%) | 38 (2,8%)     |
| Укупно            | 0        | 1.356         |